# Xã Etna, Quận Licking, Ohio
Xã Etna (tiếng Anh: Etna Township) là một xã thuộc quận Licking, tiểu bang Ohio, Hoa Kỳ. Năm 2010, dân số của xã này là 16.373 người.